# Längjums socken, Vedens härad
Längjums socken ingick i Vedens härad och ingår nu i Borås kommun i den del av Västra Götalands län som tidigare utgjorde Älvsborgs län. Den uppgick 1574 i Fristads socken. Kyrkan låg ungefär 2,5 kilometer norr om Fristads kyrka, vid det nuvarande samhället Fristads norra infart.